# 報站系統
報站系統，又名報站機，是公共交通工具設備，用於通知乘客下一個分站名稱，有時該交通公司會顯示提示信息。

## 香港

### 巴士

#### 九龍巴士

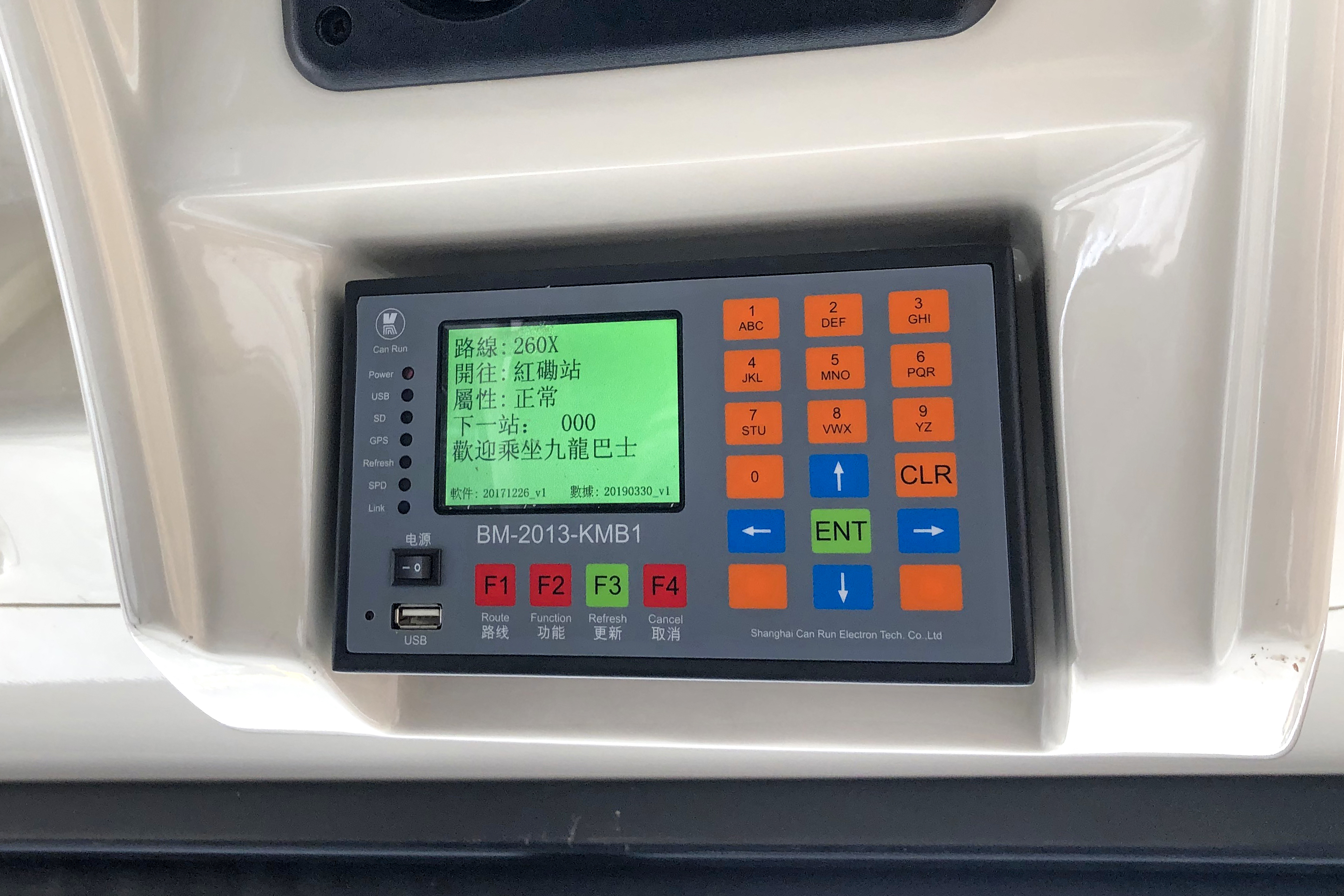
九龍巴士的凱倫牌報站機控制器。

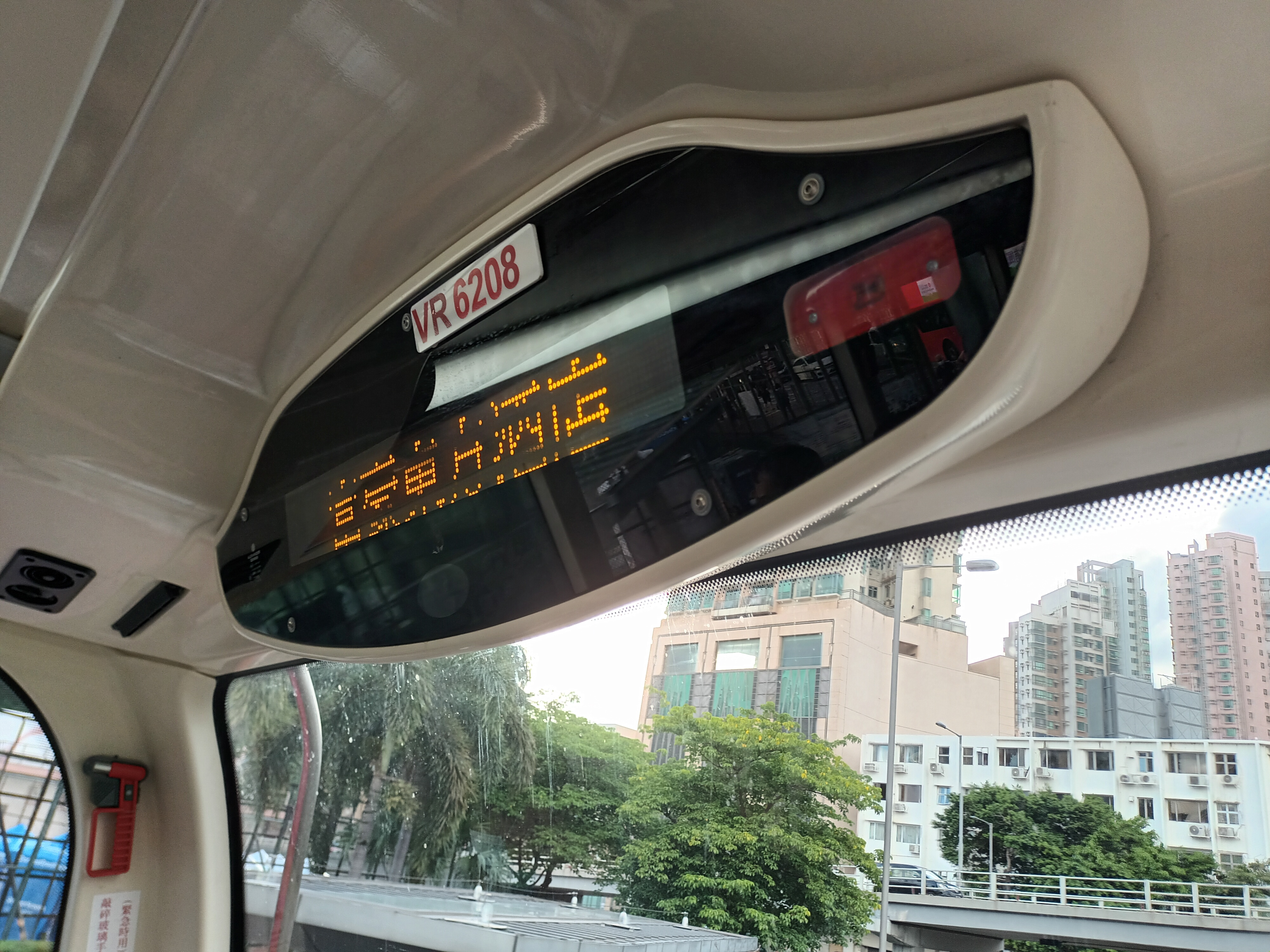
九巴亞歷山大丹尼士E500 MMC巴士（VR6208）上的報站機

九龍巴士在1985年就已經在該公司來往啟德機場的丹尼士獵鷹巴士上裝上報站系統。當時用錄音帶提供英語及普通話廣播。
1997年，九巴曾為一輛富豪奧林比安12米巴士（3AV232/HE376）裝上由Hanover提供的報站機，但現已棄用。
1998年，九巴在該公司的車隊裝上由上海凱倫電子技術有限公司提供的報站機。這款報站系統以粵語、英語及普通話作三語分站名稱廣播。系統則分成兩部份，第一部份是控制台，安裝在駕駛室內，由車長透過遙控器，使用記憶卡複製信息至控制器內，並經車廂廣播系統報告信息，第二部份是顯示屏，以發光二極管顯示，安裝在上、下層車廂前端。
2006年，九巴完成了為全線巴士安裝報站機的工作，自此該公司所有巴士，都裝有上海凱倫牌報站系統。
2012年，九巴部份車輛的報站系統陸續因故障而停用，網上有人指上海凱倫報站資料更新媒介的16MB CF卡已發生故障，該款記憶卡不再有售賣，因此報站機陸續停用；亦有人指故障實因有關系統的讀卡插糟因長期使用而損壞，而九巴亦未有積極跟進維修所致。
同年4月，九巴開始測試GPS自動報站系統，並初步計劃在沙田車廠其中50輛巴士上安裝Telargo報站系統，以取代傳統的手動報站系統。現時一部分屬於沙田車廠及為87D和281A的歐盟五型富豪B9TL巴士已裝上Telargo報站系統。有關自動報站系統和之前九巴使用的手動報站系統有很大的分別，除了報站時停頓比以前短了，準確度亦高了很多，而顯示屏則沿用舊有現時屏，但顯示方式被改成間歇性重覆中文及英文顯示，當中英文字幕若只有一行時，亦會置於第一行，不同於以往的兩行之間。
同年6月，九龍巴士2B線的其中一輛在2012年6月12日加入的新掛牌車AVBW6（MC2533），除了安裝了新款報站系統外，也更換了最多可顯示八個中文字的顯示屏，解決了無法顯示多於六個中文字站名的問題。有關報站系統和新八達通機結合，從而簡化操作。不過，這個全新的報站系統在該路線測試時，仍要使用遙控器作手動報站。
2020年左右，九巴報站系統開始簡化車站名字，假設「長沙灣光昌街」(以前)→「光昌街」(現在)；「荃灣地鐵站」(以前)→「荃灣站」(現在)。現在就算可以顯示八個字也故意簡化。但是車站站牌名字仍然寫全名。
九巴的報站機以向上滾動的方式報站，首先播放廣東話廣播，顯示屏上顯示繁體中文站名，然後以英文廣播及顯示站名，最後播放普通話廣播，並再次顯示繁體中文站名，直至車長按下一鍵為止。九巴在特定位置加插提示信息，如「請使用八達通　轉乘九巴路線」（語音提示：乘客可以在此站，使用八達通卡，轉乘其他九巴路線），在播放信息後才報告下一分站名稱。九巴巴士在開動系統時會報出路線編號（屬後加）及開出前的提示信息。
此外，九巴報站機每逢顯示進入分段車站時會以一響「叮噹」及以粵語通知「下一站設有分段收費」（龍運巴士路線則只有一響「叮噹」通知，而在巴士回到總站後會再有一響「叮噹」通知），不在顯示屏顯示出來，以提醒車長調校銀碼顯示器的價錢顯示及八達通收費器的設定（不適用於部分路線如58P，259D往屯門方向）。車長也可使用報站機播放預錄音訊息，如「請行入車廂」。有一種是車長會全程不會報站。
目前九巴部份站名被冠上地區名稱，此等地區名稱於報站廣播及顯示中多會省略（如青山公路「荃灣眾安街／Chung On Street Tsuen Wan」站於報站系統中會播報成「眾安街／Chung On Street」；荃灣馬頭壩道為例外，報站顯示亦為「荃灣馬頭壩道／Ma Tau Pa Road Tsuen Wan」） 。而目前九巴部份車站以屋邨樓宇作為名稱但省略邨名，此等屋邨名稱於報站廣播及顯示中反而出現（如「寶儉樓／Po Kim House」站於報站系統中會播報成「寶林邨寶儉樓／Po Kim House Po Lam Estate」，變相與城巴新巴的命名一致）。除AVBW6外，九巴的顯示屏最多可顯示6個中文字，如果需要播報的站名有7個或以上中文字，如「九龍中央郵政局」、「麥理浩夫人渡假村」、「大窩口邨富＊樓」（大窩口邨邨內多個樓宇）、「筲箕灣官立中學」等，措施如下：
- 如果情況許可的，可刪減較次要的字眼，以達到在顯示屏可完整顯示站名，例如播報「戴麟趾夫人診所」時，顯示「戴麟趾診所」
- 如果該站非完整顯示不可的，就必須分成2行，例如播報「麥理浩夫人渡假村」時，顯示屏先顯示「麥理浩夫人」，然後再顯示「渡假村」。
- 早期，大窩口邨富＊樓曾顯示作「大窩口富＊樓」，但為避免混淆，現已改為先顯示「大窩口邨」，然後再顯示「富＊樓」。
- 而該款顯示屏最多可同時顯示2行各16個英文或數字，其中「長亨邨」的英文曾顯示為「CHEUNG HANG EST.，1行過」，並非現時的「CHEUNG HANG | ESTATE，分2行」。

| 九巴及龍運巴士之BM-2000-KMB報站機部分顯示內容     | 九巴及龍運巴士之BM-2000-KMB報站機部分顯示內容     | 九巴及龍運巴士之BM-2000-KMB報站機部分顯示內容 | 九巴及龍運巴士之BM-2000-KMB報站機部分顯示內容 | 九巴及龍運巴士之BM-2000-KMB報站機部分顯示內容 |
| 情況                                              | 次序                                              | 中文顯示內容示例                              | 英文顯示內容示例                              |                                               |
| ------------------------------------------------- | ------------------------------------------------- | --------------------------------------------- | --------------------------------------------- | --------------------------------------------- |
| 備用模式                                          | 備用模式                                          | －－－－－－                                  | （不適用）                                    |                                               |
| 巴士由總站開出（歡迎辭）                          | 1（九巴） 中、英文分別為全形及半形線號            |                                               | 91M                                           |                                               |
| 巴士由總站開出（歡迎辭）                          | 1（龍運）                                         |                                               | WELCOME ON BOARD LONG WIN BUS                 |                                               |
| 巴士由總站開出（歡迎辭）                          | 2（龍運）                                         |                                               | （不適用）                                    |                                               |
| 巴士到達下一巴士站之前 例子一：「欣景路」站       | 巴士到達下一巴士站之前 例子一：「欣景路」站       |                                               | YAN KING ROAD                                 |                                               |
| 巴士到達下一巴士站之前 例子二：「聖雲仙天主堂」站 | 巴士到達下一巴士站之前 例子二：「聖雲仙天主堂」站 |                                               | ST. VINCENT CATHOLIC CHURCH                   |                                               |
| 巴士到達目的地                                    | 1                                                 |                                               | THANK YOU FOR TRAVELLING                      |                                               |
| 巴士到達目的地                                    | 2                                                 |                                               | （不適用）                                    |                                               |

| 九巴及龍運巴士之BM-2013-KMB報站機部分顯示內容                       | 九巴及龍運巴士之BM-2013-KMB報站機部分顯示內容                       | 九巴及龍運巴士之BM-2013-KMB報站機部分顯示內容 | 九巴及龍運巴士之BM-2013-KMB報站機部分顯示內容 | 九巴及龍運巴士之BM-2013-KMB報站機部分顯示內容 |
| 情況                                                                | 次序                                                                | 中文顯示內容示例                              | 英文顯示內容示例                              |                                               |
| ------------------------------------------------------------------- | ------------------------------------------------------------------- | --------------------------------------------- | --------------------------------------------- | --------------------------------------------- |
| 備用模式                                                            | 1（只限新款顯示屏）                                                 | －－－－－－－－                              | （不適用）                                    |                                               |
| 備用模式                                                            | 1（只限舊款顯示屏）                                                 | －－－－－－                                  | （不適用）                                    |                                               |
| 巴士由總站開出（歡迎辭）                                            | 1（九巴，只限新款顯示屏）                                           |                                               | WELCOME ONBOARD                               |                                               |
| 巴士由總站開出（歡迎辭）                                            | 1（九巴，只限舊款顯示屏）                                           |                                               | WELCOME ONBOARD                               |                                               |
| 巴士由總站開出（歡迎辭）                                            | 2（九巴，只限舊款顯示屏）                                           |                                               | （不適用）                                    |                                               |
| 巴士由總站開出（歡迎辭）                                            | 1（龍運，只限新款顯示屏）                                           |                                               | WELCOME ONBOARD LONG WIN BUS                  |                                               |
| 巴士由總站開出（歡迎辭）                                            | 1（龍運，只限舊款顯示屏）                                           |                                               | WELCOME ONBOARD LONG WIN BUS                  |                                               |
| 巴士由總站開出（歡迎辭）                                            | 2（龍運，只限舊款顯示屏）                                           |                                               | （不適用）                                    |                                               |
| 巴士到達下一巴士站之前 例子一：「屯門公路轉車站」站                 | 1（只限新款顯示屏）                                                 |                                               | TUEN MUN ROAD INTERCHANGE                     |                                               |
| 巴士到達下一巴士站之前 例子一：「屯門公路轉車站」站                 | 1（只限舊款顯示屏）                                                 |                                               | TUEN MUN ROAD INTERCHANGE                     |                                               |
| 巴士到達下一巴士站之前 例子一：「屯門公路轉車站」站                 | 2（只限舊款顯示屏）                                                 |                                               | （不適用）                                    |                                               |
| 巴士到達下一巴士站之前 例子二：「豉油街」站，只限舊款顯示屏部分車輛 | 巴士到達下一巴士站之前 例子二：「豉油街」站，只限舊款顯示屏部分車輛 |                                               | ＳＯＹ ＳＴＲＥＥＴ                           |                                               |
| 巴士到達下一巴士站之前 例子三：「大窩口邨富安樓」站，只限舊款顯示屏 | 1                                                                   |                                               | FU ON HOUSE TAI WO HAU EST                    |                                               |
| 巴士到達下一巴士站之前 例子三：「大窩口邨富安樓」站，只限舊款顯示屏 | 2                                                                   |                                               | （不適用）                                    |                                               |
| 播放下一巴士站名之後 （即「請緊握扶手」自動提示）                   | 1（新款顯示屏）                                                     |                                               | PLEASE HOLD THE HANDRAILS                     |                                               |
| 播放下一巴士站名之後 （即「請緊握扶手」自動提示）                   | 1（舊款顯示屏）                                                     |                                               | PLEASE HOLD THE HANDRAILS                     |                                               |
| 巴士到達目的地                                                      | 1（新款顯示屏）                                                     |                                               | THANK YOU FOR TRAVELLING                      |                                               |
| 巴士到達目的地                                                      | 2（新款顯示屏）                                                     |                                               | （不適用）                                    |                                               |
| 巴士到達目的地                                                      | 1（舊款顯示屏）                                                     |                                               | THANK YOU FOR TRAVELLING                      |                                               |
| 巴士到達目的地                                                      | 2（舊款顯示屏）                                                     |                                               | （不適用）                                    |                                               |

##### 報站機的廣告宣傳
於2008年9月至12月，九巴、鴻福堂與Buspak合作推出車廂廣告，大部份行走1A的Enviro500巴士車廂及報站機均被用作宣傳鴻福堂產品，報站機在廣播巴士站名前會出現「鴻福堂提提您」字樣，隨後有更多的巴士車廂用作宣傳商業廣告。
2010年2月至4月，九巴、SWIPE與路訊通合作，於多條巴士路線的報站機上加入宣傳字句，報站機在廣播巴士站名前會出現例如「白威寶提提您」、「藍威寶提提您」、「紅威寶提提您」、「橙威寶提提您」等宣傳字句。
2010年6月，九巴及路訊通，聯同著名嬰兒奶粉品牌善美寶合作，於指定巴士路線的報站機上加入宣傳字句，報站機在廣播巴士站名前會出現「善美寶提提您」宣傳字句。
2011年開始，九巴善用報站機宣傳招聘車長的訊息，報站機在廣播部分巴士站名前，會顯示「車長招聘熱線」及有關電話號碼。

#### 城巴／新巴
城巴早於1997年已率先在編號537的巴士上試用Hanover的電子牌連自動報站，但未有長期使用。於1998年城巴機場快線開辦時，城巴則在有關巴士（編號2100-2161）上安裝Hanover自動報站機，採用里程計輔以全球衛星導航系統，以LED顯示屏及真人預錄聲音提供報站提示及廣播，優點大部分時間是不用人手調校，不過由於技術屬於早期階段，車長偶爾或需要在行駛一段距離後以人手微調。
2006年，城巴進一步擴大全球衛星導航系統的使用範圍，首先在城巴機場快線A10線的猛獅NL262（編號1560-1569）上採用Telargo出產的報站系統，控制器外型似手提電話，主要使用里程計計算車輛位置，輔以GPS修正偏差。而這款報站系統實際上運具有車隊管理及監察功能，能把巴士的運行數據紀錄並送回控制中心，並容許乘客透過手提電話向城巴發送短訊，然後預計到站時間的短訊（2011年7月起，該短訊查詢服務已由網上查詢代替）。在2011年9月A29線開辦時，編號2156-2161及8203-8204的巴士上亦安裝了相同的系統。
2007年1月，城巴將全球衛星導航系統引進普通巴士，試驗在旗下猛獅NL262單層巴士（編號1540-1549），在11、12和511加裝由科浪出產的報站器。
2007年7月，隨著深圳灣口岸路線B3及B3X線投入服務，城巴按照標書承諾，在行走該兩條路線的巴士（編號2302-2310）上，安裝來自九巴的二手凱倫牌手動報站器，直至後來換上GPS自動報站器為止。
在2008年底，城巴開始在專營權（一）巴士上陸續全面安裝KGIS的報站器。KGIS報站器亦是使用里程計輔以GPS計算車輛位置，而控制器是橫置擺放的。並且於85線試用該系統，為擴展進程，城巴把已開啟報站機的車輛分為兩類，一類是藍貼手動報站，待測試完成後改為自動報站，另一類是金貼自動報站。但在2009年中安裝計劃中途，KGIS清盤結業，令到報站器安裝計劃一度「爛尾」。經過重新招標後，於2010年8月開始，Telargo再次獲得城巴垂青，並開始陸續為有關巴士安裝報站器。這批報站系統使用Android作業系統運作，和A10及A29線使用的相類似，但無需開機卡開機，而且有更多的圖案顯示、採用人工合成聲音廣播，不過並沒有提供網上到站時間預告服務，而城巴內部稱之為「市區版」而作區分；而顯示屏則沿用KGIS已安裝的橙色LED顯示屏。整個安裝計劃已於2011年8月完成，目前所有專營權（一）的巴士都已安裝報站系統並已啟用。
而城巴專營權（二）及新巴巴士的市區版Telargo報站系統安裝則於2011年12月開始，並已於2012年11月完成，而城巴率先裝上的是原先使用Hanover報站系統的城巴機場快線雙層巴士。
城巴亦於2011年在一部編號592的巴士上試驗安裝由Gorba提供的圖像報站系統，但及後被拆除。而在2011年11月開始，城巴的Enviro400（70XX）上的圖像報站機路線資料系統亦開始使用，顯示沿途的站位名稱，而及後城巴到港的新車都裝設了這個系統。

##### 顯示方式
城巴的Telargo市區版報站機以走馬燈的方式顯示，在報告分站中英文的名稱時，同時不間斷輪流顯示分站的中英文名稱，直至下一車站為止，中文每次停留時間為10秒，語音提示則只播放一次。但部分因長時間未到下一車站或進入海底隧道的路線卻會播放多一次下一車站的語音提示（如路線城巴788線的舊灣仔警署站。）或歡迎辭。（如過海隧道巴士118線，於離開海底隧道收費廣場分站後會播放多一次歡迎辭。）車長也可使用報站機播放預錄音訊息，如「請緊握扶手及配戴安全帶」。
報站機使用圖案來代替機場巴士的文字方式表示「下一站是」（巴士圖案）、「此站是」（站牌圖案）、「廣告或自動播放的提示」（代表資訊的「i」字圖案）、「服務調整的消息」（「!」圖案）及「車長以按鈕發出的即時提醒」（「!」圖案）。
城巴的顯示屏在定格顯示時最多可顯示9個中文字，如果需要播報的站名有7個或以上中文字，如「筲箕灣東官立中學」、「香港仔海濱公園」等，措施如下：
- 刪減定格上的巴士圖案，只顯示「香港仔海濱公園」。
- 包含補充資料，列出車站附近的重要設施的車站就會剪去第二部份的站名，只列出該站本身的站名，如播報站「逸港居」時，會播放「逸港居、香港仔網球及壁球中心」的滑動畫面和錄音，而定格的時候則只顯示「逸港居」
- 如果情況許可的，可刪減較次要的字眼，以達到在顯示屏可完整顯示站名，例如播報「東區海底隧道收費廣場」時，在滾動中仍顯示「東區海底隧道收費廣場」，但在定格時會顯示「巴士圖案 東區海底隧道」
- 播報本港最長的巴士站名「香港華人基督教聯會薄扶林道墳場」時，報站顯示在滾動時會列出車站全名，錄音則只讀出「薄扶林道墳場」（Pok Fu Lam Road Cemetery），而定格只顯示「基督教薄扶林道墳場」」。

而現在所有路線到達目的地便會播出到達終點站之提示，但城巴5S線在播出西營盤（正街）後卻播出即將到達終點站之提示，再於到達目的地時再播出到達終點站之提示。

##### 報站重播
在某種情況下，報站錄音會重播一次：
- 在長距離分站（即兩個分站之間路程超過5公里）之間，在臨近到站前再度報站[21]；
- 報站機在播完錄音後壞機，如果重啟的話會重播錄音；
- 播放完「車長以按鈕發出的即時提醒」後會重播。

##### 乘客提示
城巴報站機會在特定分站顯示兩轉站名後，播放預設提示或廣告宣傳。
- 播放「乘客在車廂站立時，請緊握扶手，確保安全」及「座位上如果已安裝安全帶，請即扣上，以保安全」的提醒（連廣播）
- 播放「請保持車廂清潔 不准吸煙圖示 不准飲食圖示」[22]及「如要下車，請在到站前按鐘一次」的提醒（無廣播）
- 播放有關轉乘城巴機場快線之資訊（連廣播）
- 於到達香港仔隧道收費廣場、黃竹坑新圍等鄰近海洋公園之車站前播放「前往海洋公園，請在此站下車」（連廣播）
- 行走973往尖沙咀（麼地道）班次於播報匯翔道站後會播放「前往佐敦之乘客，請在此站下車」（連廣播）
- 在行走假日繞經海洋公園之路線的車上播放「本班車將會繞經海洋公園，請留意下一站的位置資料」的報站。
- 播放「政府資助之$2公共交通票價優惠計劃，只適用於使用八達通卡並年滿65歲長者及合資格殘疾人士，本公司穿著制服之員工或會要求乘客出示身份證明文件及八達通卡以作核實」的提醒（無廣播）
- 在特別班次上顯示提示資料，例如：
  - 788平日早上由小西灣的班次會提示該班次不停舊灣仔警署站，前往該處的乘客需在分域街下車。
  - 38、72、75、96及592平日黃昏由南區開出的班次會提示該班次不停香港仔隧道收費廣場站。

另外，車長亦可自行按出一些特別廣播，例如：
- 由於交通擠塞，班次將略受阻延（連錄音）
- 請盡量行入車廂較後位置，保持車門通道暢通（連錄音）[23]
- 請緊握扶手及佩戴安全帶（連錄音）
- 突發事故，請安坐，留意車長指示（連錄音）
- 上層仍有空置座位，乘客可往上層就坐（連錄音）
- 請勿在上層及梯間站立（連錄音）
- 如要落車，請在到站前按鐘一次

##### 報站機的廣告宣傳
城巴也利用報站機作宣傳途徑，但宣傳內容只限於匯達交通服務的服務。

#### 港鐵巴士
港鐵巴士在2011年起訂購的9部Enviro400（140-148）、9部Enviro500 11.3米（825-833）、34部Enviro500 MMC 11.3米（504-537）及68部富豪B9TL 11.3米（319-386），安裝由Hanover的電子牌連自動報站，亦是使用里程計輔以GPS計算車輛位置，目前已在所有港鐵巴士路綫測試這個系統。

港鐵Hanover報站。

港鐵Hanover報站(到站開門時)。

港鐵Hanover報站(總站(目的地)版本)。

港鐵Hanover報站(走馬燈)。

### 電車
香港電車有限公司於2010年，安裝首個報站系統在編號172的新電車內，但由於172電車一直沒有投入服務，因此這報站系統除測試或訓練外，基本上是沒有使用。
2010年8月，電車公司將千禧電車編號168改裝，亦於車內安裝報站系統。168在2011年2月17日投入服務後，報站系統也隨即使用，但電車一直測試報站系統，並貼上「測試中」的標貼，令乘客難以看到報站系統的顯示。
這款報站系統與九巴一樣，採用上海凱倫產品，分為兩部份，第一部份是控制台，安裝在駕駛室內，由車長透過控制台或遙控器控制報站系統，使用CF記憶卡複製信息至控制器內，並經車廂廣播系統報告信息；第二部份是顯示屏，以發光二極管顯示，安裝在車廂前端。

#### 顯示方式
電車的報站機顯示方式與九巴相約，以向上滾動的方式報站，首先以廣東話語音及繁體中文顯示報站，然後以英文語音及顯示報站，最後以普通話語音及繁體中文顯示報站，之後顯示屏一直以繁體中文顯示，直至車長按下一鍵為止。電車惟一與九巴不同的是，電車沒有開出前的提示信息。
電車的顯示屏只能最多顯示6個中文字，不過電車車站名稱沒有超過6個中文字，毋須作出刪減或轉頁，只有「上環（西港城）總站」是7個中文字，電車公司將此站改用舊稱「上環街市總站」顯示，而中文語音一樣使用舊稱，英文語音則使用「Western Market Terminus」。

## 中國大陸

### 廣州

#### 公共汽車
廣州三家主要的公共汽車公司的公共汽車都裝有報站系統。報站順序是普通話、粵語、英文。

### 珠海

#### 珠海巴士
現時珠海公交的公共汽車都裝有報站系統。報站順序是普通話、粵語。早年，珠海公汽營運12路線時，更會提供英文報站，報站順序是普通話、英文。

#### 珠海有軌電車
珠海有軌電車報站順序是普通話、粵語、英文。

### 中山

#### 中山巴士
現時中山公交的公共汽車都裝有報站系統。報站順序是普通話、粵語。

### 深圳

#### 深圳巴士
深圳主要的公共汽車公司的公共汽車都裝有報站系統。報站順序是普通話、粵語、英文。

### 佛山

#### 佛山巴士
深圳主要的公共汽車公司的公共汽車都裝有報站系統。報站順序是普通話、粵語。以前新福利營運時，報站順序是粵語、普通話

## 澳門

### 新福利
- 2016年起，新福利陸續採用全新女聲報站（配音員：老鳳丹）
- 2022年起，新福利陸續改用百度合成聲取代女聲報站，但廣播內容略為修改
- 以下是百度合成聲的廣播內容及報站文字

|            | 語音 | 文字 |
| 歡迎辭     | 先播放歡迎辭： - 粵：「歡迎乘坐新福利（路線編號）路線巴士」 - 葡：「Bem-vindo a bordo dos autocarros do Tramsmac, carreira número（路線編號）」 - 普：「歡迎搭乘新福利（路線編號）路線巴士」 - 英：「Welcome aboard Tramsmac route number（路線編號）」 後播放報站資訊： - 粵：「下一站：（中文站名）」 - 葡：「Próxima Paragem é（葡文站名）」 - 普：「下一站：（中文站名）」 - 英：「Next stop is（英／葡文站名）」 | 如上圖所示： - 左側顯示歡迎辭資訊，採用上中下葡方式顯示 - 中：「歡迎乘坐新福利（路線編號）路線 下一站：（中文站名）」 - 葡：「Bem-vindo a bordo autocarros do Transmac, carreira no.（路線編號） Próxima Paragem：（葡文站名）」 - 右上顯示當前車輛速度 - 右下顯示落車鐘「STOP」（如沒有按鐘則不會顯示） |
| 報站       | 關上車門後提示乘客緊握扶手： - 粵：「請緊握扶手」 - 葡：「Segure no corrimão.」 - 普：「請緊握扶手」 - 英：「Please hold the handrail.」 後播放報站資訊： - 粵：【音樂響起後】「下一站：（中文站名）」 - 葡：「Próxima Paragem é（葡文站名）」 - 普：「下一站：（中文站名）」 - 英：「Next stop is （英／葡文站名）」 當到指定站點時，則會報出該站的附近景點： - 粵：「前往…嘅乘客可在此站落車」 - 葡：「Os passageiros que vão para … podem descer nesta paragem.」 - 普：「前往…的乘客可在此站下車」 - 英：「Passengers for …, can get off at this stop.」 | - 左側顯示報站資訊，顯示方式同上 - 中：「下一站：（中文站名）」 - 葡：「Próxima Paragem：（葡文站名）」 - 右側顯示同上 |
| 到站       | （部分站點）車輛到站前一段距離前播放提示用語（擇一）： - - 粵：「落車前請提前按鐘。車未停定，請勿走動」 - 葡：「Por favor, pressione a campainha o antecedente se para sair do autocarro. Não se movimento quanto de autocarro não se estiver parado.」 - 普：「下車前請提前按鈴。車停止前，請勿走動」 - 英：「Please press the stop button before alighting. Do not move until the bus is stopped.」 - 或： - 粵：「請保持車廂整潔及安靜」 - 葡：「Por favor, mantenha o autocarro limpo e silencioso.」 - 普：「請保持車廂整潔及安靜」 - 英：「Please keep the bus clean and quiet.」 - 或： - 粵：「請往車廂尾部移動，方便其他乘客上落車」 - 葡：「Por favor, desloque-se para a parte de trás do compartimento do autocarro para facilitar a entrada e saída dos passageiros.」 - 普：「請往車廂尾部移動，方便其他乘客上下車」 - 英：「Please move to the rear of the bus compartment to facilitate other passengers to get on and off the bus.」 - 或： - 粵：「請小心保管隨身物品，勿遺留在車上」 - 葡：「Tome conta dos seus pertences e não os deixes no autocarro.」 - 普：「請小心保管隨身物品，勿遺留在車上」 - 英：「Please take care your belongings. Do not leave them on the bus.」 | - 左側顯示報站資訊，顯示方式同上 - 中：「歡迎乘坐新福利（路線編號）路線」 - 葡：「Bem-vindo a bordo autocarros do Transmac carreira no.（路線編號）」 - 右側顯示同上 |
| 到達終點站 | 順序如下： - 粵：「本班車到達終點站，請各位乘客攜帶所有私人物品落車，歡迎再次乘搭新福利巴士」 - 葡：Chegamos ao terminal, e faça o favor de levar os seus pertences, muito obrigado e até próxima vez. - 普：「本班車到達終點站，請各位乘客攜帶所有私人物品下車，歡迎再次搭乘新福利巴士」 - 英：「We have now arrived at terminus. All passengers please alight at here, and please remember to take all your personal belongings with you. Thank you for choosing Transmac. We hope to serving you again soon.」 | - 左側顯示到達終點站資訊，顯示方式同上 - 中：「本次班車到達總站，請各位乘客帶好隨身攜帶物品下車，歡迎再次乘搭新福利巴士。」 - 葡：「Chegamos ao terminal, bem-vindos para pegar novamente de Transmac.」 - 右側顯示同上                                                                                  |

### 澳巴
- 2014年起，澳巴及新時代陸續採用女聲報站取代維澳蓮運的報站配音員（配音員：澳巴董事總經理梁美玲）
- 2020年起，澳巴陸續改用另外一款較舊款報站聲線高音些少的女聲報站取代由澳巴董事總經理梁美玲錄製的報站。（配音員：未知）
- 2020年4月至7月的「請緊握扶手」廣播更是由小朋友聲線錄製。
- 以下是澳巴現時車輛報站之內容

|            | 語音 | 文字 |
| 歡迎辭     | 順序如下： - 粵： - 單／雙向線：歡迎乘坐澳巴，線路（路線編號），由（起點站）到（終點站）。下一站：（中文站名） - 循環線：歡迎乘坐澳巴，線路（路線編號），由（總站）到（循環點）循環線回（總站）。下一站：（中文站名） - 葡：Bem-vindo à Sociedade de Transportes Colectivos de Macau. Linha (路線編號）. Próxima Paragem（葡文站名） - 普： - 單／雙向線：歡迎乘坐澳巴，線路（路線編號），方向（起點站）到（終點站）。下一站：（中文站名） - 循環線：歡迎乘坐澳巴，線路（路線編號），方向（總站）到（循環點）循環線回（總站）。下一站：（中文站名） - 英：Welcome to TCM. Line（路線編號）. Next stop：（英／葡站名） | - 左側顯示歡迎辭資訊；顯示方式分為兩種： - 增程式電動巴士採用上中下葡方式顯示。 - 其餘則採用走馬燈，以先中後葡方式顯示 增程式電動巴士顯示如下： - 先顯示起點站： - 中：「到站：（中文起點站）」 - 葡：「Chegada：（葡文起點站）」 - 直到歡迎辭開始播放，則顯示： - 中：「下一站：（中文站名）」 - 葡：「Proxima Paragem：（葡文站名）」 - 右側顯示當前行車速度 其餘顯示如下： - 中：「下一站：（中文站名）」 - 葡：「（葡文站名）」 - 右側顯示當前行車速度 - 左側報站文字滾動六次後則顯示「.」；右側顯示當前行車速度 |
| 報站       | 車門關上後，提示乘客緊握扶手： - 粵：「請乘客緊握扶手，注意安全」 - 葡：「Por favor segure no corrimão.」 - 普：「請乘客緊握扶手，注意安全」 - 英：「Please Hold the handrail.」 及後進行報站： - 粵：「下一站：（中文站名）」 - 葡：「Próxima Paragem：（葡文站名）」 - 普：「下一站：（中文站名）」 - 英：「Next stop：（英／葡站名）」 當到指定站點時，則會報出該站的附近景點： - 粵：「前往…嘅乘客請在此站落車」 - 葡：「Passageiros que se dirigem à … podem descer nesta paragem.」 - 普：「前往…的乘客請在此站下車」 - 英：「Passengers heading to …, please alight at this stop.」                            | 增程式電動巴士顯示如下： - 左側顯示報站資訊，顯示方式同上 - 中：「下一站：（中文站名）」 - 葡：「Proxima Paragem：（葡文站名）」 - 右側顯示同上 其餘顯示如下： - 中：「下一站：（中文站名）」 - 葡：「（葡文站名）」 - 左側報站文字滾動六次後則顯示「.」；右側顯示當前行車速度 |
| 到站       | 車輛到站前一段距離前廣播： - 粵：「車未停穩，請緊握扶手。」 - 葡：「Por favor segure no corrimão.」 - 普：「車未停穩，請緊握扶手。」 - 英：「Please Hold the handrail.」 | - 左側顯示到站資訊，顯示方式同上 - 中：「到站：（中文站名）」 - 葡：「Chegada：（葡文站名）」 - 右側顯示同上 |
| 終點站報站 | 順序如下： - 粵：「下一站：終點站（中文站名）」 - 葡：「Próxima Paragem：（葡文站名）／Terminal 」 - 普：「下一站：終點站（中文站名）」 - 英：「Next stop：（英／葡站名）／Terminal 」 | - 同報站資訊 |
| 到達終點站 | 順序如下： - 粵：終點站到啦，請乘客帶齊隨身物品落車，多謝選乘澳巴 - 葡：Senhores passageiros, chegamos em terminal. Façam favor de apropriar vossas pertences e de seguir cada bordo de plazer. Obrigada. - 普：終點站到了，請乘客帶齊隨身物品下車，感謝乘坐澳巴 - 英：Dear passengers, we have arrived at the terminal. With all passengers please leave the bus. Thank you for choosing TCM 最後播放拉手煞提示： - 粵：請車長停車時拉緊手煞 | - 同到站資訊 |